# KFUM Borås
KFUM Borås är en KFUM-förening i Borås. Föreningen har ett basketlag (se Borås Basket), bildat 1 september 1952, och flera ungdomslag. I handboll spelade klubben två säsonger i Sveriges högstadivision (nuvarande Handbollsligan), 1964/1965 och 1965/1966. Det finns även en tennissektion.
Till föreningen hör också en scoutavdelning. Denna var en av de absolut första KFUM scoutföreningarna som startades i Sverige tillsammans med några andra. 
Scoutsektionen är en av landets äldsta, bildad 1913. Den har en underavdelning som sysslar med klättring.

## Handbollsspelare i urval
- Kjell "Jocke" Jarlenius
- Donald Lindblom